# Ачех (река)
Ачех (индон. Krueng Aceh) — река на острове Суматра в Индонезии, протекает примерно на двести километров на северо-восток до Индийского океана, Андаманского моря и Банда-Ачехе, административного центра провинции Ачех. Площадь водосборного бассейна составляет около 1775 квадратных километров.
Река имеет расход до 30 000 кубометров в секунду, и этот огромный поток часто затапливал Банда-Ачех и земли вверх по течению от города.

## Предотвращение наводнений
Правительство Японии предоставило Индонезии пакет помощи для сокращения риска наводнений. С 1986 по 1992 год японские консультанты компании Pacific Consultants International совместно с другими японскими, южнокорейскими и индонезийскими подрядчиками реконструировали 25-километровую береговую часть реки со стороны моря и построили отводной канал, почти полностью предотвративший затопление.
Британский инженер-строитель Питер Хайнс был координатором совещаний в течение шести лет, посвященных уменьшению рисков наводнений, исходящих от реки Ачех, разрабатывал документацию по проектам на английском, индонезийском, японском и корейском языках, проводимых в Банда-Ачехе и в Джакарте, столице Индонезии.
50 километров 8-метровых пластиковых матрасов были сотканы на фабрике Heathcoat Fabrics в Тивертоне (Англия), а затем в Индонезии сшиты вместе и заполнены цементным раствором, чтобы выровнять песчаные берега реки.
Проект включал строительство 12 мостов (предназначенных для перекрытия огромного потока реки, обращенной к морю): 11 уцелели и не пострадали во время разрушительного землетрясения 26 декабря 2004 года, в результате которых погибло около 31 000 человек в Банда-Ачехе. 12-й мост (ближайший к морю) рухнул, так как у него была одна сборная балка, и это был пешеходный мост, соединяющий две рыбацкие деревни, также уничтоженных цунами.

## Открытие моста
После того, как президент Сухарто произнес речь на церемонии открытия моста через реку Ачех, 80-летний мужчина спросил его, можно ли построить ещё один мост, чтобы сократить расстояние, которое он проезжал на велосипеде до своих сельскохозяйственных угодий. Президент Сухарто ответил: «продолжай кататься на велосипеде, и ты будешь жить вечно!».